# Steve Plunkett
Steve Plunkett (Estados Unidos, 29 de agosto de 1953) es un cantante y compositor estadounidense. Destacó como guitarrista y líder de la banda de glam metal Autograph, es el cantante, líder y guitarrista rítmico de la banda estadounidense .

## Biografía
Nacido en 1953, su carrera comenzó con Autograph en el año 1983 y al año siguiente consiguió fama con el álbum debut de su banda, Sign In Please, con el hit «Turn Up the Radio» y ha hecho otros trabajos y proyectos con la banda y sin ella. Las grandes inspiraciones de Steve fueron AC/DC, Van Halen y Def Leppard sobre todo. Steve, por la radio, un día de 1983, escuchó la canción Photograph de Def Leppard, y de allí vino el nombre Autograph. Esta banda en 1985 también hizo giras con grupos como Judas Priest y Motley Crue.
Hizo trabajos musicales para películas con la banda Autograph, en películas de terror en Flight Night y Youngblood.